# Colin Keir

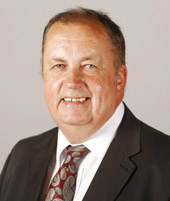
Colin Keir

Colin Keir (* 9. Dezember 1959 in Edinburgh) ist ein schottischer Politiker und Mitglied der Scottish National Party.

## Leben
Keir besuchte die Craigmount High School und das Stevenson College. Er war danach zunächst im Bürobedarfshandel und dann bei einer Busgesellschaft tätig. Parallel wurde Keir in den Stadtrat von Edinburgh gewählt. Des Weiteren war er schottischer Schulmeister im Geländelauf und 5000-Meter-Lauf.

## Politischer Werdegang
Erstmals trat Keir bei den Schottischen Parlamentswahlen 2011 zu nationalen Wahlen an. In seinem Wahlkreis Edinburgh Western errang er auf Anhieb den höchsten Stimmenanteil und löste damit die Labour-Politikerin Margaret Smith ab, die das Mandat des Vorgängerwahlkreises Edinburgh West seit den ersten Parlamentswahlen im Jahre 1999 für sich erringen konnte. Seit 2011 ist Keir somit erstmals Mitglied des Schottischen Parlaments.